# CMSimple
CMSimple est un logiciel de gestion de contenu écrit en PHP et distribué sous licence GNU GPL. Il fonctionne sur tous les serveurs basés sur ce langage (Linux/Apache, Win32/Apache, Win32/IIS).
La grande particularité de CMSimple est de fonctionner sans base de données de type MySQL ou autres. La totalité du site est stockée dans un fichier HTML segmenté par les balises H1, H2 et H3 (balises de titre). De ce fait, un site réalisé avec CMSimple ne peut contenir des centaines de pages lourdes.

## Le CMS
L'aspect visuel du site est stockée dans un fichier template (modèle/maquette) qui conjugue HTML et feuilles de style en cascade (CSS). Il existe des centaines de templates gratuits disponibles, ceux-ci étant téléchargeables à partir des liens présents sur le site officiel. En standard, un seul template est affiché pour toutes les pages du site, mais des astuces exigeant un peu de PHP existent. De plus, l'administrateur peut choisir très facilement de changer le look du site en choisissant dans un combo (liste déroulante) le template voulu, à condition que celui-ci ait été stocké sur le site dans le dossier Templates.
Tous les messages de l'interface sont stockés dans un fichier indépendant, ce qui facilite le changement de langue. Le français est fourni en standard, mais on peut facilement modifier les mots et phrases de la traduction. Ainsi, un site CMSimple peut être affiché et administré sous divers langues et dialectes. De plus, CMSimple est prévu pour être multilingue en multipages, simplement en cliquant sur une icône en forme de petit drapeau (et à condition d'avoir rédigé ces pages en diverses langues, il n'assure pas la traduction automatiquement…).
Le contenu du site est stocké dans un fichier HTML, chaque page étant impérativement commencée par un titre dont le style est la balise H1. Les sous-pages d'une page commencent par la balise H2 et les sous-sous pages commencent par la balise H3. Donc le niveau hiérarchique d'emboîtement des pages est limité à 3 strates par défaut (paramètre modifiable jusqu'à 6). Les pages sont écrites en natif à l'aide d'un petit éditeur WYSIWYG livré avec CMSimple. Celui-ci fonctionne sous Firefox, Internet Explorer, Konqueror et Safari mais pas avec Opera. Il est possible de remplacer cet éditeur par un autre, genre HTML Area. Il est aussi possible de copier-coller un texte venant de Microsoft Word, tout en conservant la mise en forme des caractères, ce qui peut simplifier la vie de certains rédacteurs.
Il est possible avec l'éditeur d'ouvrir et de modifier le template et les feuilles de style.
Les balises H1, H2 et H3 permettent la structuration du site et la génération automatique d'un menu hiérarchique ainsi qu'un plan du site. Un module simple de recherche est disponible, lui-aussi.
Il est possible à présent de dépasser ces 3 niveaux en modifiant les paramètres. Mais certains plugins ne savent pas prendre en compte cette modification.
Divers plugins sont disponibles : Blog, livre d'or, galerie… Malheureusement pour les francophones, ceux-ci sont généralement en anglais ou en allemand, mais très souvent personnalisables ou dotés de fichiers de langue (voir plus bas, en section Liens).
Il est assez facile de fabriquer ses propres fonctions PHP (dans le fichier functions.php) qu'on intègre ensuite sur les pages avec le code suivant.
#CMSimple $output.=mafonction(arg1, arg2…);#
Les versions 4 permettent maintenant le multi-sites et le multi-langues ainsi qu'une fonctionnalité co-auteurs. Une version spécialement conçue, CMSimpleRealBlog, permet également de faire de ce CMS un très bon moteur de blog.

## Considérations diverses
Un site de base peut être installé en moins de 20 minutes. L'ajout de pages et d'images reste simple et efficace, à condition de ne pas vouloir en mettre de trop. Le chargement et l'installation d'un autre template restent aussi très rapide sans avoir à coder quoi que ce soit. En plus d'un menu généré automatiquement, un plan du site et un petit module de recherche sont disponibles. Néanmoins, cette simplicité se paye par la difficulté de créer des sites volumineux et par un seul niveau d'administration en standard (voir les plugins pour dépasser cette dernière limitation).
La version 3 gratuite en licence AGPL3 laissait apparaître un lien vers le site CMSimple.dk, le site officiel historique danois écrit en anglais. Ceux ou celles qui voulaient enlever ce lien devaient acheter une licence. Le template affichait (discrètement) un lien vers le créateur de celui-ci.
Depuis le 31/12/2009 la version 3.3 est également distribuée sous licence GPL3 ce qui supprime la nécessité du lien de retour vers le site de l'auteur. CMSimple n'était plus suivi par son auteur mais celui-ci a néanmoins publié en mars 2012 une ultime version 3.4 pour pérenniser l'utilisation du CMS avec les dernières versions de PHP et prévenir des failles de sécurité. Le projet a été poursuivi en parallèle par un groupe de développeurs passionnés (essentiellement germaniques) sous le nom de CMSimple_XH jusqu'à ce que le projet d'origine soit repris, et les droits rachetés, par un développeur allemand, Gert Ebersbach, qui a publié une version "4" complètement remaniée (sur base CMSimple_XH 1.5.3) en décembre 2012.
A ce jour (début 2020), alors que CMSimple continue régulièrement d'être amélioré, la branche CMSimple_XH est à l'arrêt par manque de disponibilité de son auteur principal.

## Diffusion et support
CMSimple a été nommé « Empfehlung Der Redaktion » (recommandation de la rédaction) dans Internet Professionell en août 2004. Le logiciel a également obtenu 4 étoiles sur 5 dans la revue .net (magazine) numéro 118.

### Sites
- : Site officiel de CMSimple - Nouveau site (en allemand, en anglais ou en danois)
- : Site support indépendant de CMSimple - Site en français (documentation non à jour)